# Discurso del emperador Hirohito

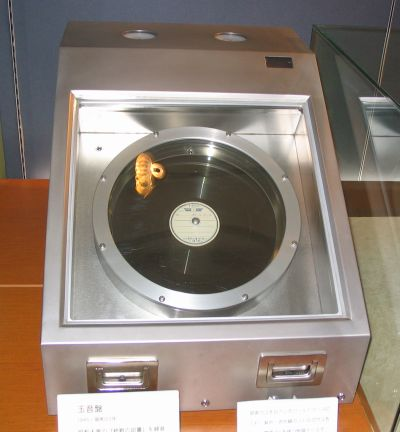
Grabación del Gyokuon-hōsō en el museo de NHK

El discurso del emperador Hirohito, retransmitido por radio, hizo pública la rendición de Japón en la Segunda Guerra Mundial el 15 de agosto de 1945, tras haber sufrido el ataque de las bombas atómicas en Hiroshima y Nagasaki.

## Contexto histórico
Unos días antes, el gobierno japonés aceptaba las condiciones de la declaración de Potsdam y a su vez, el secretario de Estado Byrnes comunicaba que una vez realizada la rendición «la autoridad del Emperador y del Gobierno japonés quedaría sujeta al Comandante Supremo de las Fuerzas Aliadas, quien tomaría las medidas oportunas para que se efectuaran los términos de la rendición adecuadamente».
En las dos décadas desde que había subido al trono de Crisantemo, el emperador Hirohito no se había dirigido ni una vez a sus súbditos directamente. Hasta entonces las palabras del soberano habían sido enviadas en forma de escritos impresos, pronunciamientos leídos por otros.

## El discurso
El discurso fue retransmitido por la emisora NHK, la emisora nacional, tras su grabación, por motivos de seguridad. «Una vez grabado, el texto se entregó a Domei, una Agencia de distribución de prensa nacional, y a los periódicos más importantes bajo la orden de que no se publicase hasta después de su transmisión».

### Traducción al lenguaje popular
Debido al estilo formal en que estaba escrito, fue necesaria una traducción al lenguaje popular para una comprensión más sencilla.

El discurso fue redactado en estilo kanbun registro del lenguaje formal antiguo normalmente usado para escribir los documentos y textos oficiales. Consiste en el uso de un gran número de letras chinas, kanji, junto con el uso del silabario katakana para escribir las sílabas que contienen la información gramatical. Además, al tratarse de un edicto pronunciado por el emperador, contenía términos pertenecientes al lenguaje imperial, lo cual le daba una dimensión de autoridad sobre el receptor potencial y contribuía a incrementar la dificultad de su comprensión para el japonés medio, desconocedor absoluto de este estilo.

La traducción de este discurso se divide en once puntos.

(1) Yo, el Emperador, después de reflexionar profundamente sobre la situación mundial y el estado actual del Imperio japonés, he decidido adoptar como solución a la presente situación el recurso a una medida extraordinaria. Con la intención de comunicároslo me dirijo a vosotros, mis buenos y leales súbditos.

(2) He ordenado al Gobierno del Imperio que comunique a los países de Estados Unidos, Gran Bretaña, China y la Unión Soviética la aceptación de su Declaración conjunta.
(3) Ahora bien, conseguir la paz y el bienestar de los súbditos japoneses y disfrutar de la mutua prosperidad y felicidad con todas las naciones ha sido la solemne obligación que me legaron, como modelo a seguir, los antepasados imperiales y de la cual no he pretendido apartarme, llevándola siempre presente en mi corazón.
(4) Por consiguiente, aunque en un principio se declarase la guerra a las partes Norteamericana y Británica, la verdadera razón fue el sincero deseo de la autoconservación del imperio y la seguridad de Asia Oriental, no siendo en ningún caso mi intención el interferir en la soberanía de otras naciones ni la invasión expansiva de otros territorios.
(5) Sin embargo, la guerra tiene ya cuatro años de duración. Y a pesar de que los generales y los soldados del ejército de tierra y marina han luchado en cada lugar valientemente, los funcionarios han trabajado en sus puestos realizando todos los esfuerzos posibles y todos los habitantes han servido con devota dedicación, poniendo cuanto estaba en sus manos; la trayectoria de la guerra no ha evolucionado necesariamente en beneficio de Japón y la situación internacional tampoco ha sido ventajosa. Además, el enemigo ha lanzado una nueva y cruel bomba, que ha matado a muchos ciudadanos inocentes y cuya capacidad de perjuicio es realmente incalculable.
(6) Por eso, si continuamos esta situación la guerra al final no sólo supondrá la aniquilación de la nación japonesa sino también, la destrucción total de la propia civilización humana. Y si esto fuese así, cómo podría proteger a mis súbditos, mis hijos, y cómo podría solicitar el perdón ante los sagrados espíritus de mis antepasados imperiales. Esta es la razón por la que he hecho al gobierno del Imperio aceptar la Declaración Conjunta de las Potencias.
(7) Me siento obligado a expresar mi más profundo sentimiento de pesar con las naciones aliadas que han colaborado permanentemente junto con el Imperio Japonés para la emancipación de Asia Oriental. Asimismo, pensar en aquellos de mis súbditos que han muerto en el campo de batalla, así como en aquellos que dieron su vida ocupando sus puestos de trabajo, cumpliendo con su deber, o aquellos que fueron víctimas de una muerte desafortunada y en sus familias destrozadas es un sufrimiento presente en mi corazón noche y día. Del mismo modo, el bienestar de los heridos y de las víctimas de guerra, de aquellos que han perdido sus hogares y sus medios de vida constituye el objeto de mi más honda preocupación. 
(8) Soy consciente de que los sacrificios y sufrimientos que tendrá que soportar el Imperio a partir de ahora son, sin duda, de una magnitud indescriptible. Y comprendo bien el sentimiento de mortificación de todos vosotros, mis súbditos. Sin embargo, en consonancia con  los dictados del tiempo y del destino quiero, aun soportando lo insoportable y padeciendo lo insufrible, abrir un camino hacia la paz duradera para todas las generaciones futuras. 
(9) Confirmo vuestra lealtad al defender la estructura del Imperio y me siento unido a vosotros, mis buenos y leales súbditos. Por eso, os exijo que evitéis cualquier explosión de emociones que pueda desencadenar complicaciones innecesarias, o enfrentamientos que puedan desuniros, causando desorden y conduciéndoos por un camino equivocado que haría al mundo perder la confianza en vosotros.
(10)  Continuad adelante como una sola familia, de generación en generación, confiando firmemente en la inmortalidad del Japón divino, conscientes del peso de las responsabilidades y del largo camino que os queda por delante. Dedicad todos vuestros esfuerzos para la construcción del futuro. Manteneos fieles a una firme moral, seguros de vuestro propósito, y trabajad duro aprovechando al máximo vuestras virtudes sin retrasaros de la línea del progreso del mundo. 

(11) Poned en práctica, según lo he dicho, mi voluntad.

Tras su pronunciación, «varios cientos de individuos, la mayoría de ellos oficiales militares, se suicidaron, al igual que muchos oficiales nazis hicieron tras la capitulación de Alemania, donde nunca había existido un culto al suicidio patriótico comparable».

### Traducción del texto oficial imperial (enjaponés clásico)
A nuestros queridos y leales súbditos:

Después de reflexionar profundamente sobre las tendencias generales del mundo y las condiciones reales que se dan hoy en nuestro imperio, hemos decidido lograr un arreglo de la situación actual recurriendo a una medida extraordinaria.
Hemos decidido que nuestro gobierno que le comunique a los gobierno de los Estados Unidos, Gran Bretaña, China y la Unión Soviética apoyarán en nuestra decisión, acepta las disposiciones de su Declaración conjunta.
Esforzarse por la prosperidad y felicidad comunes de todas las naciones, así como por la seguridad y el bienestar de nuestros súbditos, es la obligación solemne que nuestros ancestros imperiales nos han transmitido y que está cerca de nuestro corazón. De hecho, declaramos la guerra a los Norteamericanos y los Británicos debido a nuestro sincero deseo de garantizar la autoconservación de Japón y la estabilización de Asia Oriental, está lejos de nuestro pensamiento infringir la soberanía de otras naciones o embarcarse en un engrandecimiento territorial.
Pero ahora la guerra ha durado casi cuatro años. A pesar de lo mejor que ha hecho todo el mundo: los valientes combates de las fuerzas militares y navales, la diligencia y la asiduidad de nuestros servidores del estado y el servicio devoto de nuestros cien millones de personas, la situación de guerra no se ha desarrollado necesariamente para la provecho de Japón, mientras que las tendencias generales del mundo se han vuelto contra su interés.
Además, el enemigo ha comenzado a emplear una bomba nueva y más cruel, cuyo poder para hacer daño es, de hecho, incalculable, y está cobrando la vida de muchas vidas inocentes. Si continuamos luchando, no solo resultaría en un colapso final y la destrucción de la nación japonesa, sino que también conduciría a la extinción total de la civilización humana. Siendo ese el caso, ¿Cómo podemos salvar a los millones de nuestros súbditos, o expiarnos ante los espíritus sagrados de nuestros antepasados imperiales? Esta es la razón por la que hemos ordenado la aceptación de las disposiciones de la Declaración Conjunta de los potencias.
No podemos dejar de expresar el más profundo sentimiento de pesar a nuestras naciones aliadas del Asia Oriental, que han cooperado constantemente con el Imperio para la emancipación del Asia Oriental. La idea de esos oficiales y hombres, así como de otros que han caído en los campos de batalla, aquellos que murieron en sus puestos de servicio, o aquellos que se encontraron con una muerte prematura y todas sus afligidas familias, duele nuestro corazón día y noche. El bienestar de los heridos y los que sufren la guerra, y de aquellos que han perdido sus hogares y sus medios de vida, son el objeto de nuestra profunda solicitud.
Las dificultades y sufrimientos a los que nuestra nación será sometida de aquí en adelante serán ciertamente grandes. Somos muy conscientes de los sentimientos más íntimos de todos ustedes, nuestros súbditos. Sin embargo, es de acuerdo con los dictados del tiempo y el destino que hemos resuelto allanar el camino para una gran paz para todas las generaciones venideras al soportar lo insoportable y sufrir lo que es insoportable.
Habiendo podido salvaguardar y mantener el Kokutai, siempre estamos con ustedes, nuestros súbditos buenos y leales, confiando en su sinceridad e integridad. Tenga más cuidado con cualquier estallido de emoción que pueda engendrar complicaciones innecesarias, o cualquier contención y conflicto fraterno que pueda crear confusión, llevarlo por mal camino y hacer que pierda la confianza del mundo. Que toda la nación continúe como una familia de generación en generación, siempre firme en su fe en la imperecebilidad de su tierra sagrada, y consciente de su pesada carga de responsabilidad, y del largo camino por recorrer.
Unirse tu fuerza total, para dedicarte a la construcción para el futuro. Cultive los caminos de la rectitud, fomente la nobleza de espíritu y trabaje con resolución, para que pueda mejorar la gloria innata del Estado Imperial y mantenerse al día con el progreso del mundo.
(Firma del emperador Hirohito y Sello Real)
Tokio, 14 de agosto de 1945
(Firmado)
Kantarō Suzuki, Primer Ministro de la Imperio

## Algunas consecuencias
Un tribunal militar internacional establecido en Tokio, juzgó a Japón por sus crímenes de guerra. Salieron a la luz otras muchas «atrocidades cometidas sobre los prisioneros de guerra y los civiles occidentales en los ‘cruceros de la muerte’ y en unos campos de concentración en que se les obligaba a trabajos agotadores. Mención especial merecen los centros de armas bacteriológicas  en que se sacrificaron millones de presos; el más importante de ellos era el establecido en Pingfan, cerca de Harbin (en el estado títere de Manchukuo), conocido como la unidad secreta 731(…) Sin olvidar que se había ejecutado sistemáticamente a los aviadores norteamericanos capturados».
920 japoneses fueron condenados a muerte y otros 3000 a ir a prisión. El acuerdo de paz llevado a cabo en San Francisco en 1951 supuso que los Estados Unidos procurase silenciar estos crímenes, así como los saqueos producidos. Además de tener que pagar una serie de indemnizaciones económicas como Alemania, unos pactos secretos entre Estados Unidos y el país asiático «comprometían a sostener los costes de las bases estadounidenses y a permitir la entrada en sus puertos de buques norteamericanos con armamento nuclear».